# Alex Mitchell
Pour les articles homonymes, voir Mitchell.

a Compétitions nationales et continentales officielles uniquement.

b Matchs officiels uniquement.
Dernière mise à jour le 4 août 2025.
Alex Mitchell, né le 25 mai 1997 à Maidstone (Angleterre), est un joueur international anglais de rugby à XV évoluant au poste de demi de mêlée. Il joue en Premiership au sein du club des Northampton Saints depuis 2017.

## Biographie

### Jeunesse et formation
Alex Mitchell naît à Maidstone. Il commence la pratique du rugby à XV dans la Lymm High School (en), situé dans le Cheshire, où il est scolarisé, il joue notamment contre Tom et Ben Curry durant la NatWest Schools Cup (en). Il fait partie de l'Academy (le centre de formation) des Sale Sharks, puis à l'âge de quinze ans il rejoint l'Academy des Northampton Saints, car il ne souhaite pas être en concurrence avec son frère ainé, évoluant au même poste de demi de mêlée que lui,.
Étant très tôt repéré par la Fédération anglaise de rugby à XV, il fait partie des sélections de jeunes des moins de 16 ans, des moins de 17 ans et des moins de 18 ans.
Alex Mitchell représente ensuite l'équipe d'Angleterre pour le Tournoi des Six Nations des moins de 20 ans 2017, il dispute quatre rencontres et inscrit un essai. Les jeunes Anglais remportent la compétition en réalisant le Grand Chelem. Cette même année, il est ensuite retenu pour le Championnat du monde junior. Il dispute cinq rencontres et inscrit trois essais, mais les Anglais s'inclinent lourdement en finale sur le score de 64 à 17 contre les Baby Blacks.
En club, il évolue avec l'équipe réserve des Saints, les Northampton Wanderers, avec qui il remporte la Premiership Rugby A League (en) en 2017 et 2018.
Son frère ainé, James Mitchell (en), est également un joueur professionnel de rugby à XV évoluant au poste de demi de mêlée, ils ont évolués ensemble aux Northampton Saints durant la saison 2019-2020. Les deux frères sont sélectionnables par l'équipe d'Irlande car l'une de leur grand-mère est originaire d'Enniskillen en Irlande du Nord.

### Début de carrière professionnnelle
Alex Mitchell fait ses débuts professionnels le 2 septembre 2017 en Premiership lors d'un match contre les Saracens. Quelques mois plus tard, il est retenu en tant que remplaçant pour disputer son premier match en Coupe d'Europe contre les Saracens de nouveau. Il dispute neuf rencontres cette saison-là, étant barré par Cobus Reinach et Nic Groom (en), il gagne en temps de jeu à partir du départ de ce dernier chez les Lions au mois d'avril pour disputer le Super Rugby 2018. Il inscrit notamment son premier essai en Premiership contre les Wasps lors de l'avant-dernière journée de la saison.
La saison suivante, il signe son premier contrat professionnel en janvier 2019, le liant au club jusqu'en 2021. En fin de saison, il remporte la Premiership Rugby Cup contre les Saracens,. Il gagne en temps de jeu et joue trente-et-une rencontres, dont neuf titularisations tout en inscrivant onze essais toutes compétitions confondues.
Durant l'été 2019, il se blesse gravement lors d'une rencontre amicale entre l'équipe d'Angleterre et les Barbarians, il ne fait son retour à la compétition qu'en février 2020. Mitchell est sélectionné par l'équipe d'Angleterre pour la première fois à l'occasion du Tournoi des Six Nations 2020. Toutefois, il ne dispute pas ses premières minutes sous le maillot anglais. Par la suite, la pandémie de Covid-19 a suspendu la saison pendant plusieurs semaines. Il ne dispute alors que neuf rencontres, pour deux essais inscrits.
Son principal concurrent au poste de demi de mêlée, Cobus Reinach, fait son départ des Northampton Saints en amont de la saison 2020-2021, laissant donc l'opportunité à Alex Mitchell de devenir le demi de mêlée titulaire de son équipe. Fin octobre 2020, il est appelé en équipe d'Angleterre en remplacement d'une blessure de Willi Heinz mais il ne joue toujours pas. Cette saison-là, il s'impose donc comme le n°9 des Saints comptant le plus de titularisations et ayant disputé le plus de minutes avec 861 minutes jouées, contre 719 et 242 pour ses concurrents Tom James (en) et Henry Taylor (en),,.

### Débuts internationaux et l'un des meilleurs demis de mêlée d'Angleterre
Lors des test matchs d'automne 2021, il est rappelé par Eddie Jones, à la suite de la blessure d'Harry Randall. Il honore sa première cape contre les Tonga et inscrit son premier essai international, contribuant à la large victoire 69 à 3 de son équipe. Cette saison 2021-2022 est celle de la révélation pour lui, s'imposant comme l'un des meilleurs demi de mêlée du championnat. Il est nommé joueur du mois de Premiership en novembre après ses bonnes performances. Il devient un joueur indiscutable de son club à son poste, réalisant une très bonne saison individuelle avec treize essais inscrits en vingt-neuf rencontres, dont vingt-huit titularisations. En fin de saison, il est élu meilleur joueur de son club par les supporters et par son club également.
Il continue sur sa lancée de la saison précédente lors de la saison 2022-2023, étant nommé meilleur joueur de la huitième journée et meilleur joueur du mois d'octobre de son club. Par la suite, le nouveau sélectionneur du XV de la Rose, Steve Borthwick, le retient dans sa première sélection de 36 joueurs pour disputer le Tournoi des Six Nations 2023. Il joue sa première rencontre dans le Tournoi lors de la deuxième journée contre l'Italie où il prend la place de Ben Youngs sur le banc, il remplace Jack van Poortvliet et délivre une passe décisive pour Henry Arundell qui scelle la victoire des Anglais. Deux semaines plus tard, il fait de nouveau une entrée décisive et contribue à la victoire des siens contre les Gallois. Il dispute les deux dernières rencontres du Tournoi, toujours en tant que remplaçant, mais son équipe termine à une décevante quatrième place. À la fin de la saison, il a disputé vingt rencontres et inscrit sept essais toutes compétitions confondues avec son club. De plus, il est retenu dans l'équipe-type de Premiership en récompense de sa bonne saison.

### Titulaire avec leXV de la Roseet champion d'Angleterre
En juin 2023, il n'est pas retenu dans le groupe de quarante-et-un joueurs appelés pour préparer la Coupe du monde, le sélectionneur anglais préférant van Poortvliet, Youngs et Danny Care, ce qui provoque de nombreuses incompréhensions et critiques en Angleterre,. Il n'est initialement donc pas retenu pour la compétition mais après le forfait de Jack van Poortvliet il est finalement appelé dans le groupe anglais en remplacement. Il participe au dernier match de préparation contre les Fidji, où il est titularisé pour la première fois en sélection, lors d'une rencontre où son équipe s'incline pour la première fois face à cet adversaire 30 à 22 à Twickenham. Dès la première journée de la Coupe du monde, il est aligné en tant que titulaire contre l'Argentine pour l'un des matchs décisifs de la poule D. Il dispute ensuite quatre autres rencontres dans la peau de titulaire, dont les phases finales, mais pas la finale pour la troisième place contre l'Argentine où son équipe s'impose sur le score de 26 à 23.
En janvier 2024, il est sélectionné pour le Tournoi des Six Nations. Lors de la première rencontre, il est titulaire et inscrit un essai important en début de seconde période, permettant à son équipe de passer devant au score, lors du succès des siens 27 à 24 sur le terrain de l'Italie. Il est de nouveau titulaire lors de la journée suivante, cependant, il est contraint de déclarer forfait pour la troisième à cause d'une blessure au genou. Faisant son retour pour les deux derniers matchs,, le XV de la Rose termine la compétition à la troisième place. De retour en club, les Saints sont éliminés par le Leinster en demi-finale de Champions Cup sur le score de 17 à 20. Début juin, après s'être qualifié jusqu'en finale de Premiership, Alex Mitchell inscrit l'essai de la victoire dans les dix dernières minutes du match et les Northampton Saints s'imposent 25 à 21 contre Bath Rugby, remportant leur deuxième titre de champion d'Angleterre après 2014. Quelques jours plus tard, il est sélectionné pour la tournée d'été au Japon et en Nouvelle-Zélande avec son pays. Il dispute les trois matchs en tant que titulaire.
Durant la pré-saison, il subit une blessure au cou et manque le début de saison 2024-2025, dont les test matchs d'automne. Il fait son retour sur les terrains à la fin novembre, contre Gloucester Rugby. En janvier, il est retenu pour le Tournoi des Six Nations 2025. Bien qu'ayant subi une blessure au genou en amont de la première journée, il est finalement titulaire durant l'intégralité de la compétition. Les Anglais livrent de bonnes performances durant la compétition et terminent à la seconde place. Début mai, avec les Saints, ils se qualifient en finale de Champions Cup après avoir battu les favoris du Leinster sur son terrain 37 à 34 en demi-finale. Cinq jours après ce succès, il est retenu dans le groupe des Lions britanniques et irlandais pour la tournée en Australie. Deux semaines plus tard, il est l'un des meilleurs anglais lors de la finale de Champions Cup mais son club s'incline 28 à 20 contre les Français de l'Union Bordeaux Bègles.
Début mai 2025, il est convoqué pour la tournée des Lions britanniques et irlandais en Australie. Il honore sa première sélection avec cette équipe face à l'Argentine le 20 juin suivant. 

## Statistiques

### En club
| Saison    | Club               | Compétition              | Matchs | Points | Essais |
| --------- | ------------------ | ------------------------ | ------ | ------ | ------ |
| 2017-2018 | Northampton Saints | Championnat d'Angleterre | 5      | 5      | 1      |
| 2017-2018 | Northampton Saints | Coupe d'Europe           | 1      | 0      | 0      |
| 2017-2018 | Northampton Saints | Coupe anglo-galloise     | 3      | 5      | 1      |
| 2018-2019 | Northampton Saints | Championnat d'Angleterre | 20     | 15     | 3      |
| 2018-2019 | Northampton Saints | Challenge européen       | 7      | 35     | 7      |
| 2018-2019 | Northampton Saints | Coupe d'Angleterre       | 4      | 5      | 1      |
| 2019-2020 | Northampton Saints | Championnat d'Angleterre | 8      | 10     | 2      |
| 2019-2020 | Northampton Saints | Coupe d'Europe           | 1      | 0      | 0      |
| 2020-2021 | Northampton Saints | Championnat d'Angleterre | 12     | 20     | 4      |
| 2020-2021 | Northampton Saints | Coupe d'Europe           | 1      | 0      | 0      |
| 2020-2021 | Northampton Saints | Challenge européen       | 2      | 10     | 2      |
| 2021-2022 | Northampton Saints | Championnat d'Angleterre | 24     | 55     | 11     |
| 2021-2022 | Northampton Saints | Coupe d'Europe           | 3      | 5      | 1      |
| 2021-2022 | Northampton Saints | Challenge européen       | 1      | 0      | 0      |
| 2022-2023 | Northampton Saints | Championnat d'Angleterre | 17     | 35     | 7      |
| 2022-2023 | Northampton Saints | Champions Cup            | 3      | 0      | 0      |
| 2023-2024 | Northampton Saints | Championnat d'Angleterre | 12     | 35     | 7      |
| 2023-2024 | Northampton Saints | Champions Cup            | 7      | 15     | 3      |
| 2024-2025 | Northampton Saints | Championnat d'Angleterre | 8      | 14     | 2      |
| 2024-2025 | Northampton Saints | Champions Cup            | 8      | 0      | 0      |
| Total     | Total              | Total                    | 146    | 264    | 52     |

### En équipe nationale
Au 25 mai 2025, Alex Mitchell compte 23 capes en équipe d'Angleterre, dont 18 en tant que titulaire, depuis le 6 novembre 2021 contre les Tonga à Twickenham. Il inscrit 4 essais, 20 points.
Il dispute une édition de la Coupe du monde en 2023, il prend part à cinq rencontres en tant que titulaire.
| Année | Compétition             | Matchs | Points | Essais |
| ----- | ----------------------- | ------ | ------ | ------ |
| 2021  | Test matchs             | 1      | 5      | 1      |
| 2023  | Tournoi des Six Nations | 4      | -      | -      |
| 2023  | Test matchs             | 1      | -      | -      |
| 2023  | Coupe du monde          | 5      | -      | -      |
| 2024  | Tournoi des Six Nations | 4      | 5      | 1      |
| 2024  | Test matchs             | 3      | 5      | 1      |
| 2025  | Tournoi des Six Nations | 5      | 5      | 1      |
| Total | Total                   | 23     | 20     | 4      |

| Numéro | Date            | Lieu                            | Adversaire     | Compétition                  | Résultat | Score |
| ------ | --------------- | ------------------------------- | -------------- | ---------------------------- | -------- | ----- |
| 1      | 6 novembre 2021 | Stade de Twickenham, Twickenham | Tonga          | Test match                   | Victoire | 69-3  |
| 2      | 3 février 2024  | Stade olympique, Rome           | Italie         | Tournoi des Six Nations 2024 | Victoire | 24-27 |
| 3      | 2 juin 2024     | Stade national, Tokyo           | Japon          | Test match                   | Victoire | 17-52 |
| 4      | 15 mars 2025    | Millennium Stadium, Cardiff     | Pays de Galles | Tournoi des Six Nations 2025 | Victoire | 14-68 |

## Palmarès

### En club
- Vainqueur de la Coupe d'Angleterre en 2019 avec les Northampton Saints.
- Vainqueur du Championnat d'Angleterre en 2024 avec les Northampton Saints.
- Finaliste de la Champions Cup en 2025 avec les Northampton Saints.

### En équipe nationale
- Vainqueur du Tournoi des Six Nations des moins de 20 ans en 2017 (Grand Chelem) avec l'équipe d'Angleterre des moins de 20 ans.
- Finaliste du Championnat du monde junior en 2017 avec l'équipe d'Angleterre des moins de 20 ans.
- Troisième de la Coupe du monde en 2023 avec l'équipe d'Angleterre.

### Distinctions personnelles
- Membre de l'équipe-type de la Premiership en 2023.